# Eismeergarnele
Die Eismeergarnele (Pandalus borealis) ist eine Garnelenart der Gattung Pandalus innerhalb der Familie der Tiefseegarnelen (Pandalidae). Sie kommt in den nördlichen Teilen des Atlantiks vor.

## Verbreitung
Die Verbreitung reicht von Neuengland über die kanadische Ostküste, Grönland, Island, Spitzbergen, Norwegen und die Nordsee bis südlich in den Ärmelkanal. Im Pazifik wird sie von ihrer Schwesterart Pandalus eous ersetzt, die lange als Varietät der Eismeergarnele galt, inzwischen aber als eigenständige Art anerkannt ist. Eismeergarnelen leben in Tiefen zwischen 10 und 500 Metern, über schlammigen Weichböden, bei Wassertemperaturen zwischen 2 und 14 °C. Eismeergarnelen können bis zu zwölf cm lang und drei bis vier Jahre alt werden. Sie sind wie die meisten Garnelenarten zweigeschlechtlich, zuerst Männchen dann Weibchen. Die Eismeergarnele stimmt ihre Eiablage auf die Wassertemperatur ab. Im Laufe der Evolution hat sich die Temperaturempfindlichkeit der Garnelen auf einen regionalen Zeitpunkt der Algenblüte herausgebildet, obwohl der Einfluss der Bodenwassertemperatur selbst wenig Einfluss auf den Beginn der Algenblüte hat.

## Nutzung

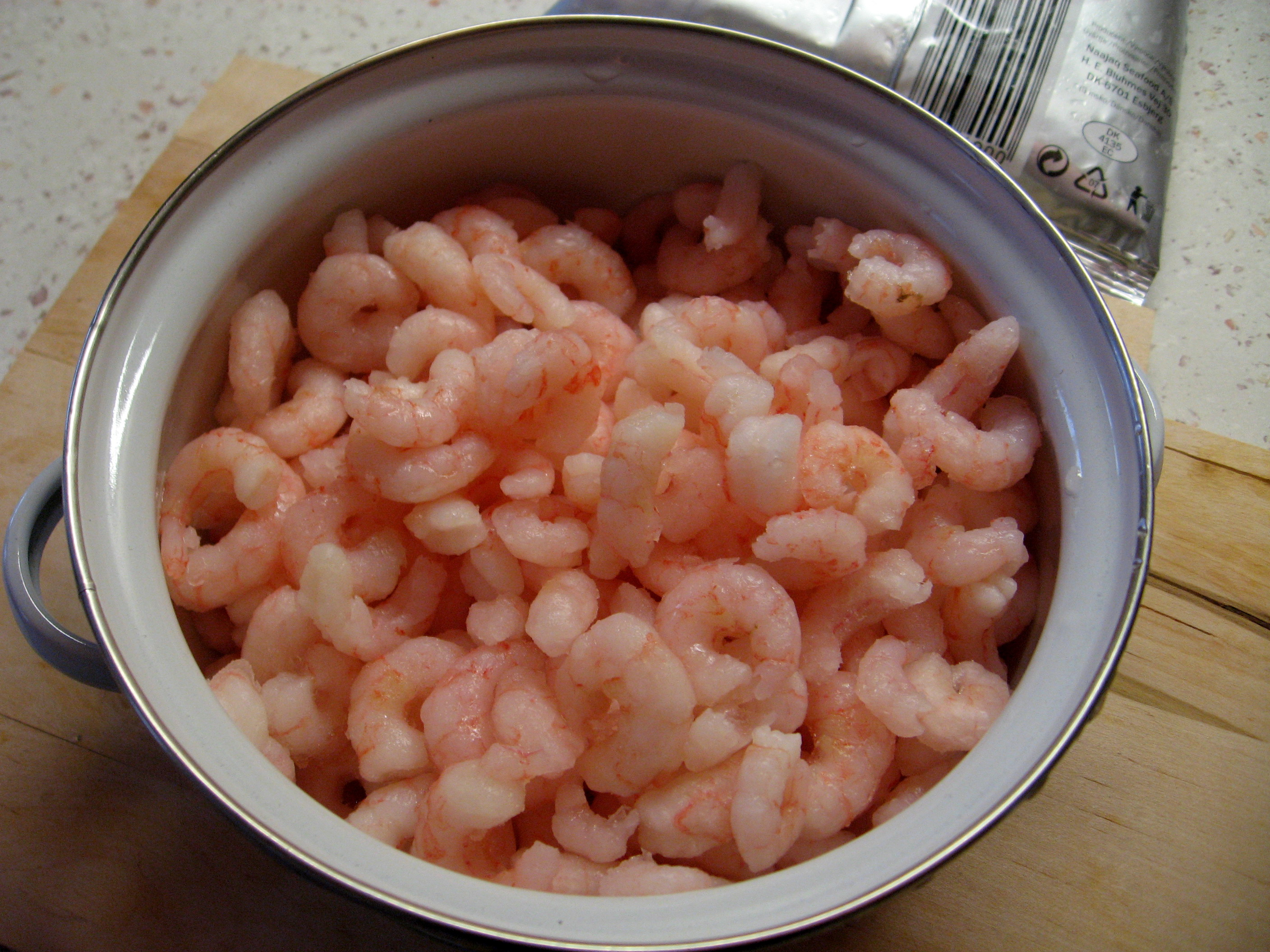
Topf mit verarbeiteten Eismeergarnelen

Die Eismeergarnele ist ein ökonomisch wichtiges Meerestier und wird seit dem frühen 20. Jahrhundert vor Norwegen, aber auch in anderen Regionen als Nahrungsmittel gefangen. Im Lebensmittelhandel wird häufig auch die Bezeichnung „Grönland-Shrimp“ verwendet. Eismeergarnelen stellen etwa 70 % der jährlichen Garnelenernte in kalten Gewässern dar und sind eine der kleinsten befischten Garnelenarten.
Shrimp Alkaline Phosphatase (SAP) ist ein Enzym, das in der Molekularbiologie verwendet und aus Pandalus borealis gewonnen wird. Das Chitin des Körperpanzers kann zu Chitosan oder Glucosamin weiterverarbeitet werden.